# Senza di me
Senza di me è un singolo del rapper italiano Gemitaiz e dei cantanti italiani Venerus e Franco126, pubblicato il 21 dicembre 2018 come secondo estratto dal nono mixtape di Gemitaiz QVC8.

## Video musicale
Il video è stato pubblicato il 28 febbraio 2019 sul canale YouTube di Gemitaiz ed è stato girato a Roma.

## Tracce
Testi di Davide De Luca, Andrea Venerus e Federico Bertollini.
1. Senza di me – 3:22

## Classifiche

### Classifiche settimanali
| Classifica (2019) | Posizione massima |
| ----------------- | ----------------- |
| Italia            | 9                 |

### Classifiche di fine anno
| Classifica (2019) | Posizione |
| ----------------- | --------- |
| Italia            | 54        |